# جاده امید
جادهٔ امید (عربی: طريق الأمل) فیلمی در ژانر رمانتیک به کارگردانی عزالدین ذوالفقار است که در سال ۱۹۵۷ منتشر شد. از بازیگران آن می‌توان به فاتن حمامه و رشدی اباظه اشاره کرد.